# Оводда
Оводда (итал. Ovodda) — коммуна в Италии, располагается в регионе Сардиния, подчиняется административному центру Нуоро.
Население составляет 1732 человека, плотность населения составляет 42,47 чел./км². Занимает площадь 40,78 км². Почтовый индекс — 8020. Телефонный код — 0784.
Покровителем населённого пункта считается святой Георгий Победоносец. Праздник ежегодно празднуется 23 апреля.